# لوكهيد دبليو بي-3دي أوريون
لوكهيد دبليو بي-3دي أوريون (بالإنجليزية: Lockheed WP-3D Orion)‏ هي طائرة مخصصة كمركز عمليات للطائرات، محورة من طائرة لوكهيد بيه-3 أوريون، وذات أربع محركات دفع توربيني أنتجت في الولايات المتحدة. من صناعة شركة لوكهيد. كان أول طيران لها في 1975. دخلت الخدمة في 1976.